# جله گران
جله کران یک روستا در ایران است که در استان اردبیل شهرستان نمین واقع شده‌است.